# Grande alliance pour l'unité nationale
Grande alliance pour l'unité nationale (en espagnol : Gran Alianza por la Unidad Nacional, abregé GANA) est un parti politique conservateur salvadorien. Créé le 16 janvier 2010 à la suite d'une scission de l'Alliance républicaine nationaliste (ARENA) menée par l'ancien président Antonio Saca, le parti est officiellement reconnu par le Tribunal suprême électoral (TSE) le 19 mai de la même année.
Le parti se définit comme étant de droite mais ses initiatives et propositions accompagnent généralement la gauche salvadorienne. La majorité de ses membres sont issus de l'ARENA et, à la date de son approbation, le parti compte quatorze députés à l'Assemblée législative. 
En 2014 fait partie de la coalition politique qui soutient la candidature présidentielle d'Antonio Saca. La coalition politique, appelée « Unité », est également composée du Parti de la conciliation nationale (PCN) et du Parti démocrate-chrétien (PDC).

## Candidats à la présidence de la République
| Année | Candidat     | Votes     | %     | Résultat |
| ----- | ------------ | --------- | ----- | -------- |
| 2014  | Antonio Saca | 307 603   | 11,44 | Défaite  |
| 2019  | Nayib Bukele | 1 388 009 | 53,03 | Victoire |